# Legado del Fantasma
Il Legado del Fantasma è una stable di wrestling, attiva in WWE, composta da Santos Escobar, Angel, Berto

## Storia
Nella puntata di NXT del 3 giugno 2020 El Hijo del Fantasma ha sconfitto Drake Maverick nella finale del torneo diventando dunque il detentore ad interim dell'NXT Cruiserweight Championship. Nella puntata di NXT del 10 giugno Fantasma, aiutato da due uomini mascherati, rivelatisi poi essere Joaquin Wilde e Cruz Del Toro (che in precedenza erano stati misteriosamente rapiti da degli uomini mascherati), ha attaccato Drake Maverick e si è tolto la maschera rivelando il suo vero nome, Santos Escobar.
Nella puntata di 205 Live del 3 luglio Wilde e Raul Mendoza, ormai unitisi al Legado del Fantasma di Santos Escobar, hanno sconfitto Leon Ruff e Liam Gray. L'8 luglio, a NXT The Great American Bash, Wilde, Raul Mendoza e Santos Escobar hanno sconfitto i Breezango e Drake Maverick. Il 22 agosto, nel pre-show di NXT TakeOver: XXX, Wilde e Raul Mendoza hanno partecipato ad un Triple Threat Tag Team match che comprendeva anche i Breezango e Danny Burch e Oney Lorcan per determinare i primi contendenti all'NXT Tag Team Championship ma il match è stato vinto dai Breezango.
Nella puntata speciale NXT Super Tuesday del 1º settembre il Legado del Fantasma è stato sconfitto dai Breezango e Isaiah "Swerve" Scott in un Six-man Street Fight. Nella puntata di 205 Live del 15 gennaio 2021, Wilde e Mendoza hanno sconfitto i Bollywood Boyz negli ottavi di finale del Dusty Rhodes Tag Team Classic. Nella puntata di NXT del 3 febbraio Wilde e Mendoza hanno sconfitto i Lucha House Party (Gran Metalik e Lince Dorado) nei quarti di finale del Dusty Rhodes Tag Team Classic, mentre Escobar ha difeso con successo il titolo contro Curt Stallion. Nella puntata di NXT del 10 febbraio Wilde e Mendoza sono stati sconfitti dagli MSK nelle semifinali del torneo.
Il 4 giugno, a NXT In Your House, il Legado del Fantasma venne sconfitto da Tony D'Angelo, Channing "Stacks" Lorenzo e Troy "Two Dimes" Donovan e, come da stipulazione, il Legado dovette unirsi alla stable di D'Angelo. Nella puntata speciale NXT Heatwave del 16 agosto Escobar venne sconfitto da Tony D'Angelo in uno Street Fight nel quale, qualora Escobar avesse vinto, il Legado del Fantasma sarebbe uscito dalla stable di D'Angelo, ma poiché venne sconfitto lo stesso Escobar dovette abbandonare NXT (kayfabe) e, per questo motivo, venne visto poco dopo allontanarsi in macchina assieme a Del Toro, Wilde e la Lopez.
Nella puntata di SmackDown del 7 ottobre il Legado del Fantasma, affiancato da Zelina Vega, debuttò nel roster principale attaccando l'Hit Row.

## Nel wrestling

### Mosse finali
- Santos Escobar
  - Samoan driver
- Cruz Del Toro
  - Springboard moonsault
- Joaquin Wilde
  - 630º senton

### Manager
- Elektra Lopéz
- Zelina Vega

### Musiche d'ingresso
- Chrome Cartel dei CFO$
- Soul March dei Def Rebel